# Alexandre Pavlovitch von Nicolay
Le baron Alexandre Pavlovitch von Nicolay (en russe russe : Александр Павлович Николаи) est un homme politique russe.
Petit-fils du poète Ludwig Heinrich von Nicolay qui fut précepteur et secrétaire particulier de l'empereur Paul Ier de Russie et président de l'Académie des sciences de Saint-Pétersbourg, Alexandre Pavlovitch von Nicolay est né le 25 février 1821 à Copenhague et mort le 3 juillet 1899 dans la province de Tbilissi. Il fut successivement Chambellan de la Maison impériale (1849), Secrétaire d'État de Sa Majesté impériale (1863), sénateur (1863), conseiller privé (1873), membre du Conseil d'État (1875), et ministre de l'éducation (1881-1882).
Alexandre Pavlovitch von Nicolay fut marié à la princesse Sophia Alexandrovna Chavchavadze (1833-1862), la fille du poète et général Alexandre Chavchavadze. De cette union est née Marie Alexandrovna von Nicolay (1859-1919) qui épousa le prince Georges Dimitrievitch Chervachidzé.